# Перепільчинці
Перепі́льчинці — село в Україні, у Шаргородській міській громаді Жмеринського району Вінницької області.

## Географія

### Фізико-географічне розташування
Перепільчинці розташовані на південно-східних схилах Подільської височини на у верхній течії р. Гнила – притока р. Мурафа (від села Лозова Шаргородського району до впадіння у р. Мурафа річка уже має назву Лозова, а не Гнила).
На південній околиці села проявляється чітко виражене пасмо Мурафських товтр – скелясті пасма, які формувалися 15-20 млн років тому в прибережних водах теплого Галіційського (Сарматського) моря, що утворені рештками вапнякових водоростей, моховаток, молюсків, специфічних морських черв’яків та інших організмів. Корали у відкладах зустрічаються рідко. В долині річки виходи вапняків утворюють круті схили і урвища, тут багато потужних джерел.

### Гідрографія

#### Річки
Річка Гнила утворює долину, на схилах якої і розташоване село. Похил річки 3,4 м/км. Долина завширшки до 1,3 км. Заплава симетрична, її пересічна ширина 100—200 м, подекуди до 350 м; є заболочені ділянки.

#### Водойми
В межах села на річці Гнила розташовані два ставки: Верхній (інша назва - "В лісі") і Нижній (інша назва - Мазуровий). Назви ставків походять від їхнього місця положення по течії річки відносно один одного - Верхній і Нижній; інші їх назви: "В лісі" - від розташування водойми у лісовому масиві, Мазуровий - від багаторічного сторожа цього ставка.

### Відстань від Перепільчинець до міст (автошляхами)
| Населений пункт           | Відстань, км |
| ------------------------- | ------------ |
| Шаргород (районний центр) | 16           |
| Вінниця (обласний центр)  | 79           |
| Київ (через Житомир)      | 343          |

## Населення

### Загальна характеристика
Населення становить 932 особи (станом на 01.01.2018 рік):
дітей дошкільного віку - 83;
дітей шкільного віку - 119;
громадян пенсійного віку - 218;
працездатне населення - 512;
кількість працівників на підприємствах, установах, організаціях усіх форм власності та господарювання - 129 (25 % від загальної кількості працездатного населення).

### Природний приріст за 2017 рік
Кількість померлих - 16
Кількість народжених - 6

## Етимологія
Свою назву Перепільчинці отримали від Максима Перепільчинського (Пшепіорковського), якому Ян Замойський надав в управління ці землі (територія сучасного урочища Церковний Яр). Таких шляхтичів Ян Замойський називав "шаргородськими зем'янами" і хоч Максим Перепільчинський не був поляком, проте носив титул шляхтича, якому володар краю присвоїв польське прізвище - Пшепіорковський. Рід Максима Перепільчинського управляв селом до кінця XVIII століття.

## Археологія
Далеке минуле села відоме з речових пам'яток, які часто трапляються на його околицях. Тут можна знайти каміні сокири, наконечники списів, стріл, уламки посуду, що є свідченням того, що приблизно 4-2 тисячі років до н. е. тут селились люди. Також на території села місцеві жителі знаходять монети часів Римської імперії.

## Історія

### Землі під владою Речі Посполитої

#### Заснування села
Наприкінці XVI ст. в урочищі Церковний Яр з дозволу польського канцлера Яна Замойського, якому тоді належали ці землі, поселилась сім'я Максима Перепільчинського. Це перша історична згадка села. Вже в XVI ст. село під назвою Перепільчинці (певний час — Пшепіорчинці) входило до Карчмаровської волості, яка була подарована польським королем Яну Замойському.
Поступово поселення розросталось люди селились окремими групами в глибині лісів. Ще й досі збереглася назва кутка села Одая (у перекладі з молдовської — хутір). У східній частині теперішнього села є велике старе кладовище, а неподалік і саме урочище Церковний Яр, на заході і півдні села-кладовища пізніших часів, як видно з цього, поселення розросталось в південно-західному напрямку, очевидно цьому сприяло те, що тут була родючіша земля.

#### XVII-XVIII століття
В червні 1648 р. Шаргород і навколишні села війська Богдана Хмельницького звільнили від польських панів. Однак, Перепільчинці, як і вся територія Правобережної України, ще довго після Переяславської ради були під владою Речі Посполитої. В XVII ст. Село належало польський магнатам Конецпольським, а потім Любомирським, наприкінці XVIII ст. - Сосновським, але представники роду Максима Перепільчинського управляли селом до кінця XVIII століття.

### Землі під владою Російської імперії
У 1797 р. внаслідок окупації Російською імперією, село входить до Копайгородської волості Могилівського повіту Подільської губернії.
У першій половині XIX ст. село перебувало у вирі повстань під проводом Устима Кармалюка. З розповідей відомо, що повстанці певний час переховувались в урочищі Лозоватий Яр (на південний схід від села) окремі вихідці села брали активну участь в цьому повстанні.
За участь у Листопадовому повстанні (1830-31 рр.), рід Сосновских втратив право на володіння селом і землями. Після цього Перепільчинці переходять у володіння Петра Березовського. В погребі теперішнього шкільного приміщення (колишній поміщицький будинок) є напис польською мовою «Peter i Julia Berezowski 1856» — очевидно це дата початку будівництва цього приміщення.
З кінця ХІХ ст. і до падіння Російської імперії селом володіла донька Петра Березовського – графиня Софія Бенкендорф.
На фронтах Першої світової війни (1914 — 1918 рр.) загинуло 46 жителів села.

### Період СРСР

#### Встановлення радянської диктатури
Встановлення радянської влади мало примусовий характер і трималося на популярних лозунгах: «Мир — народам», «Земля — селянам», «Фабрики — робітникам», які імпонували бідній та безземельній частині жителів Перепільчинців.
У 1923 р. створено комітет незаможних селян (комнезам). В 1926 р. селяни об'єднались у товариство по спільному обробітку землі – ТСОЗ. В цьому ж році група селян організувала колгосп «Червона нива», головою якого було обрано. У 1928 р. в селі на базі ТСОЗу утворився колгосп «Червоний колос». У 1929 — 1930 р.р. в селі відбулись масові виступи селян проти насильного залучення в колгосп, понад 40 учасників цих виступів вислано за межі села. У 1932 р. відбулось об'єднання артілей «Червона нива» і «Червоний колос» в колгосп «Перше травня».
Організаторами встановлення радянської влади в селі стали місцеві жителі.

#### Голодомо́р 1932—1933 років
Голодомор 1932—1933 років — акт геноциду, організований керівництвом СРСР у 1932-1933 роках шляхом створення штучного масового голоду, з метою придушення українського національно-визвольного руху. Внаслідок спланованої конфіскації врожаю зернових та усіх інших продуктів харчування у селян представниками радянської влади померло смерті понад 400 жителів села.

#### Друга світова війна (1939-1945 рр.)
Війна для Перепільчинців розпочалася у липні 1941 р., коли село окупували війська Румунії. Понад 300 жителів села брало участь у Другій світовій війні, 160 з них загинуло в боях з Третім Рейхом і його союзниками. Звільнено від окупації село 19 березня 1944 р. Багато учасників війни нагороджено орденами і медалями. Так, полковник Гуменюк Д. К. нагороджений орденами Леніна, Червоного Прапора, Суворова II ст.; старшина-танкіст Гончар І. П. був учасником параду перемоги у 1945 р.
У 1968 р. в центрі села споруджено пам'ятник односельчанам, які загинули під час бойових дій Другої світової війни.

#### 1945-1991 рр.
Після війни господарство було розорене, поля необробленими. Техніки не було: землю орали кіньми і волами. Голодомор в Україні (1946—1947) село не оминув: померло багато людей, крім того, велика кількість населення помирала від туберкульозу.
В 1965 р. за вимогою колгоспників в селі створено колгосп « Маяк». За короткий час село сполучено з райцентром дорогою з твердим покриттям, у 1968 р., збудовано приміщення торговельного магазину, дитячого садка, проведено електрифікацію. В 1975 р., розпочато будівництво лазні, медпункту, їдальні, спортивної кімнати і шкільних майстерень, центральну дорогу висипано твердим покриттям. У 1988 р. з волі колгоспників утворено колгосп «Перемога».

## Період незалежної України
12 червня 2020 року відповідно до Розпорядження Кабінету Міністрів України № 707-р «Про визначення адміністративних центрів та затвердження територій територіальних громад Вінницької області» увійшло до складу Шаргородської міської громади.
19 липня 2020 року, в результаті адміністративно-територіальної реформи та ліквідації Шаргородського району, село увійшло до складу Жмеринського району.